# Barthold Ennes
Barthold Ennes, född 1 januari 1679 i Landskrona, död 31 januari 1773 på Backagården i Vedby socken, var en svensk militär.
Barthold Ennes var son till skeppsredaren Johan Ennes. Han tog värvning 1703 och deltog första gången i strid i slaget vid Posen där han fick en muskötkula i bröstet och först troddes ha stupat. 16 maj 1705 blev han kvartermästare vid Norra skånska kavalleriregementet. Han sårades av en kosackpik genom vänstra knät i slaget vid Kalisch 1706. Ennes deltog därefter i slaget vid Fraunstadt befordrades 1708 till sekund- och senare premiärkornett och deltog 1709 i slaget vid Poltava varpå han blev fången genom kapitulationen vid Perevolotjna. Han fördes som fången till Smolensk och Moskva, 1710 till Simbirsk och 1711 till Tobolsk. 1722 hemkom han till Sverige och ingick som nytt som officer vid Norra skånska kavalleriregementet, från 1722 med rang och 1727 med löjtnants karaktär, från 1732 med befattning som sådan. Han erhöll 1741 ryttmästares avsked. Ennes är främst känd genom sina dagboksanteckningar från fångenskapen. Huvuddelen av dessa förstördes i en brand, men några smärre anteckningar från 1709-1711 samt Itinerarium från 1721-1722 blev bevarat och trycktes av hans sonson Barthold Anders Ennes.